# 국도 제47호선 (일본)

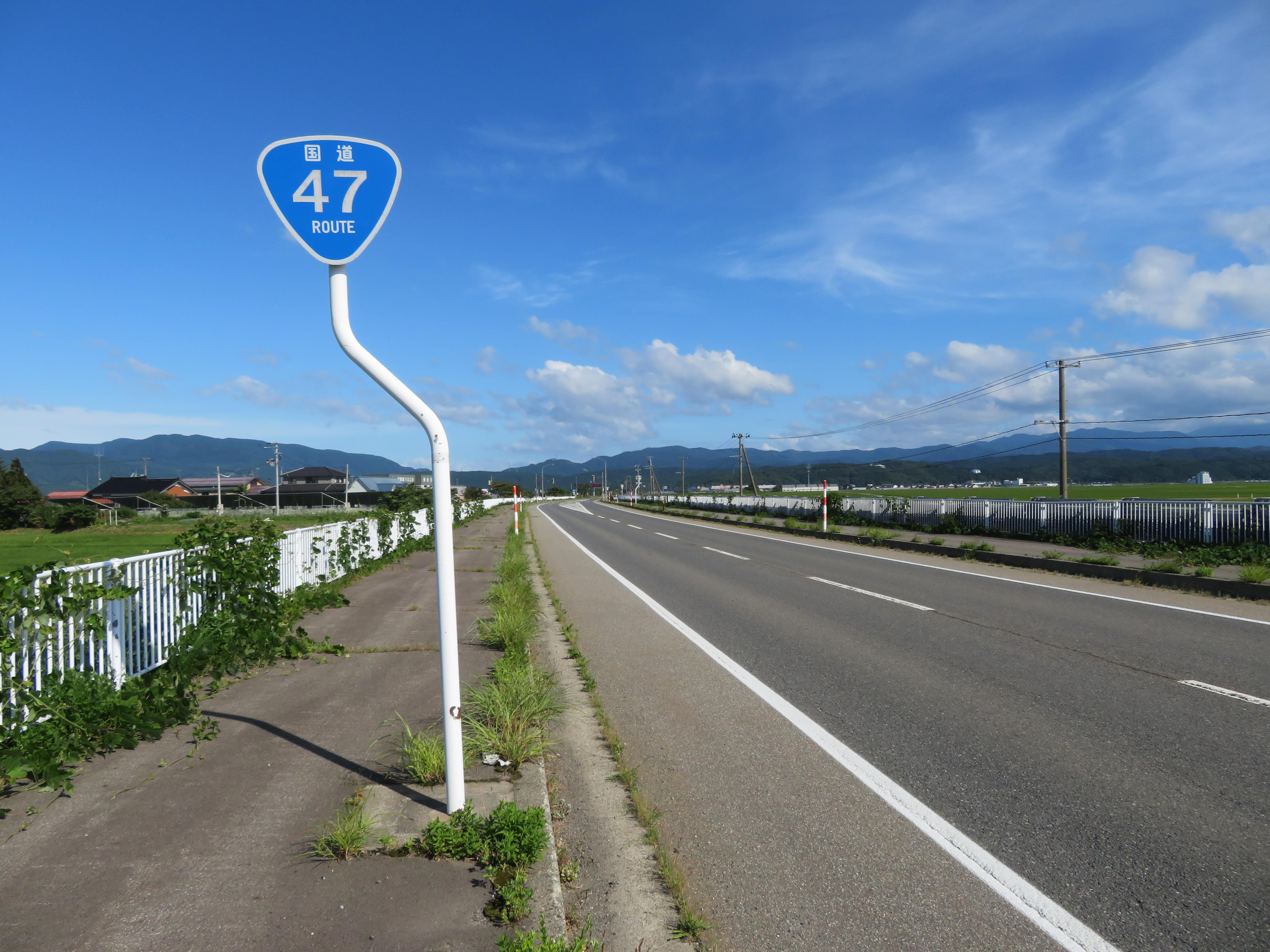
야마가타현 히가시타와군 쇼나이정 후루세키 부근.

국도 제47호선(일본어: 国道47号)은 미야기현 센다이시 미야기노구에서 출발하여, 같은 현의 오사키시를 거쳐 야마가타현 신조시를 지나 사카타시까지 이어주는 총연장 182.1 km, 실제 연장 140.2 km, 현도 139.7 km 구간을 가진 일반국도노선이다. 그러나 이 도로는 산리쿠 자동차도와 도호쿠 자동차도 그리고 국도 제4호선과 직결되어 있는 센다이호쿠부 도로를 연결시켜주는 우회도로들을 47번 국도의 바이패스 도로로 지정되어 있다.

## 노선 정보
- 기점 : 미야기현 센다이시 미야기노구 혼초 (니가타케 나들목 : 국도 제4호선과 겹치지만, 국도 제45호선의 교점 그리고 국도 제6호선의 종점으로 서로 연결되어 있음)
- 종점 : 야마가타현 사카타시 (히로타 나들목 : 국도 제7호선의 교점)
- 총 연장 : 182.1 km
- 중용 연장 : 42.0 km
- 실제 연장 : 140.2 km
  - 현도 : 139.7 km
  - 구도 : 0.5 km (야마가타현 한정 구도가 500m로 설정)
  - 신도 : 없음

## 노선 개황

### 바이패스
- 이와테야마 바이패스(일본어판)
- 가와타비 바이패스(일본어판)
- 가메와리 바이패스(일본어판)
- 신조미나미 바이패스(일본어판)
- 아마루메 바이패스(일본어판)
- 신조 후루쿠치 도로(일본어판)
- 센다이호쿠부 도로(일본어판)

## 지리

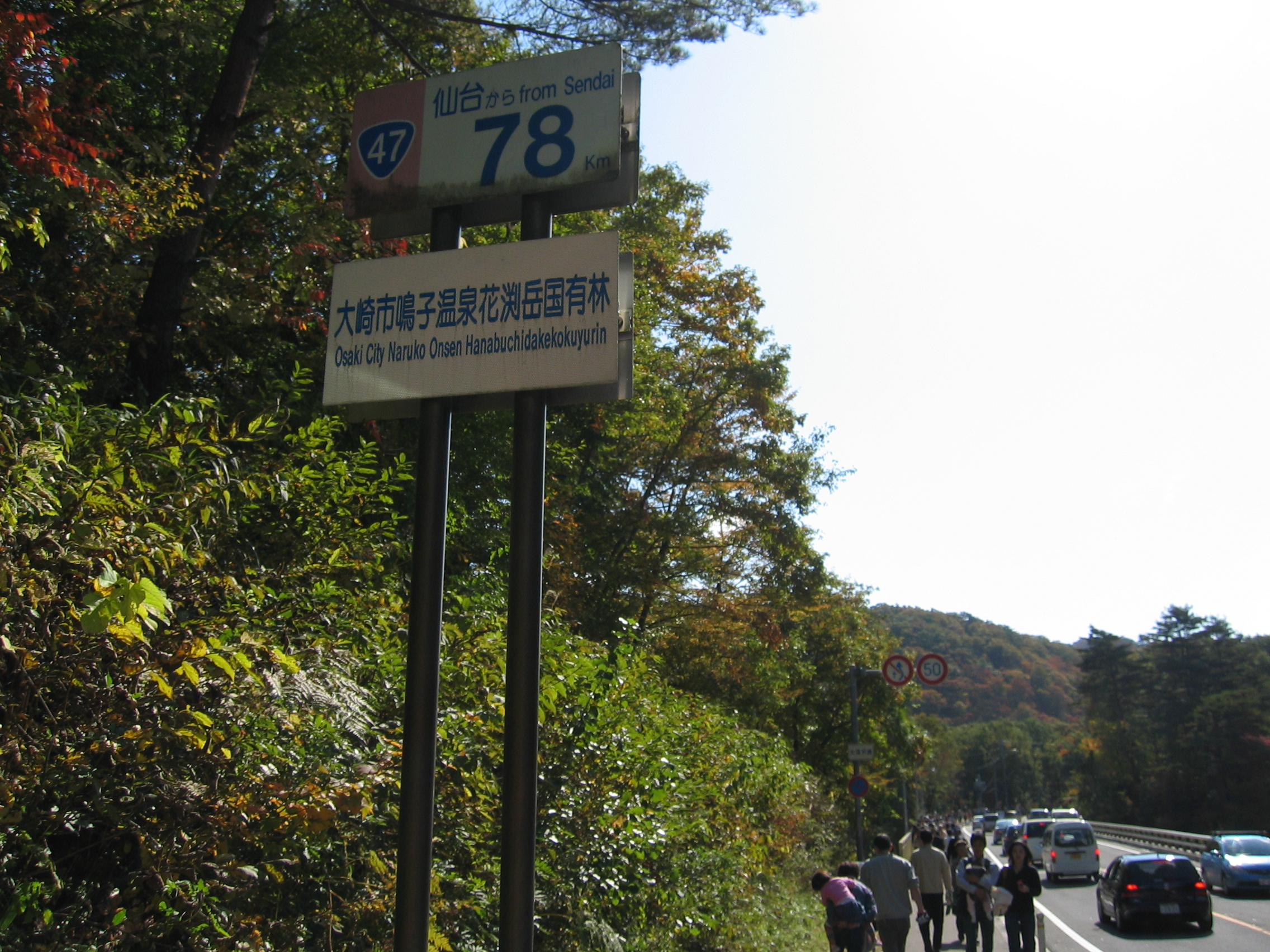
나루코 협곡 부근의 47번 국도. 센다이시에서 약 78 km 떨어져 있는 거리표이다.

### 통과하는 지자체
- 미야기현 : 센다이시 (미야기노구 - 이즈미구) - 도미야시 - 구로카와군 (다이와정 - 오히라촌) - 오사키시
- 야먀가타현 : 모가미군 (모가미정 - 후나가타정) - 신슈시 - 모가미군 도자와촌 - 히가시타가와군 쇼나이정 - 사카타시

### 접속하는 도로
- 고속도로 : 도호쿠 자동차도의 이즈미 나들목(일본어판)과 후루카와 나들목(일본어판)이 접촉함.
- 일반 국도 : 다음과 같음.
  - 국도 제6호선
  - 국도 제45호선
  - 국도 제4호선
  - 국도 제347호선
  - 국도 제108호선
  - 국도 제457호선
  - 국도 제13호선
  - 국도 제458호선
  - 국도 제345호선
  - 국도 제7호선